# E. C. Bentley
Pour les articles homonymes, voir Bentley.
Œuvres principales
- L'Affaire Manderson (1913)

Edmund Clerihew Bentley, né le 10 juillet 1875 à Londres et décédé dans la même ville le 30 mars 1956, est un écrivain, poète et humoriste anglais. Il est aussi, dans le genre du roman policier, l'auteur des enquêtes de Philip Trent.

## Biographie
Fils de John Edmund Bentley, haut fonctionnaire et ancien joueur de rugby, il fréquente les meilleures institutions de Londres et se lie d'amitié avec Gilbert Keith Chesterton, qui lui dédicace en 1908 son roman Le Nommé Jeudi. Inscrit à l'Université d'Oxford, il obtient un diplôme en droit, mais bien qu'il puisse exercer la profession d'avocat, il préfère se lancer dans le journalisme et travaille dès 1902 au Daily News, puis, entre 1912 et 1934 au Daily Telegraph. De 1940 à 1947, il revient écrire pour ce quotidien en qualité de critique littéraire.
En marge de ses activités professionnelles, il publie un recueil de poésie qui popularise la forme poétique qu'il a inventée et à laquelle il donne son second prénom le « Clerihew (en) », pratiquée ensuite par d'aussi grands poètes que W. H. Auden. Il apporte également une contribution non négligeable au genre policier avec son roman L'Affaire Manderson (Trent's Last Case, 1913). La structure de ce récit d'une enquête criminelle, notamment sa double solution finale, est saluée par des critiques aussi prestigieux que Dorothy L. Sayers et exerce une grande influence sur le développement du roman d'énigme. Bentley attend toutefois près d'un quart de siècle avant de publier une nouvelle enquête de Philip Trent, un journaliste doublé d'un détective amateur, avec Trent contre Trent (Trent's Own Case, 1936), généralement considéré moins réussi que le précédent.  Il donne ensuite un recueil de nouvelles à son héros, Trent Intervenes (1938), et un dernier roman tardif, sans Philip Trent, Elephant's Work: an Enigma (1950).
À la mort de son grand ami Chesterton, il lui succède comme président du Detection Club de 1936 à 1949. Pendant ce mandat, il écrit à l'intention de Dorothy L. Sayers une parodie de son roman Le Cœur et la Raison (Gaudy Night, 1935) avec la nouvelle Greedy Night (1939).
Son fils, Nicolas Bentley (en) (1907-1978), est devenu un illustrateur, célèbre pour ses dessins humoristiques. En particulier, il a illustré le How  to be an Alien de George Mikes (1946).

## Œuvre

### Romans

#### SériePhilip Trent
- Trent's Last Case (1913) Publié en français sous le titre L'Affaire Manderson, traduit par Marc Logé, Paris, Nelson no 97, 1914 ; réédition, Paris, La Maîtrise du livre, L'Empreinte-Police no 26, 1949 ; réédition, Paris, Librairie des Champs-Élysées, Le Masque no 2261, 1996 Publié en français dans une autre traduction sous le titre L'Affaire Manderson, traduit par Maurice-Bernard Endrèbe, Verviers, Gérard, coll. Marabout no 92, 1952 ; réédition, Garnier, coll. Les Classiques de l'énigme, 1979
- Trent's Own Case (1936) Publié en français sous le titre Trent contre Trent, Paris, Gallimard, 1941

#### Autres romans
- The Scoop, and Behind the Screen (1930-1931), écrit en collaboration avec des membres du Detection Club.
- Elephant's Work: an Enigma (1950), aussi titré The Chill

### Recueil de nouvelles

#### SériePhilip Trent
- Trent Intervenes (1938)

### Nouvelles isolées
- The Clever Cockatoo (1914) Publié en français sous le titre Le Cacatoes, Paris, Fayard, Ric et Rac no 727, 1943
- The Inoffensive Captain (1914)
- The Ministering Angel (1938) Publié en français sous le titre Deux fervents de botanique, Paris, Opta, Mystère magazine no 24, janvier 1950
- The Sweet Shot (1937) Publié en français sous le titre Un coup éclatant, Paris, Opta, Mystère magazine no 75, avril 1954
- Greedy Night (1939)
- The Feeble Folk (1953) Publié en français sous le titre Le Peuple sans puissance, Paris, Opta, Mystère magazine no 84, janvier 1955

### Poésie
- Biography for Beginners (1905)
- More Biography (1929)
- Baseless Biography (1939)
- Clerihews Complete (1951)

### Autres publications
- Peace Year in the City, 1918-1919 (1920)
- Those Days: an Autobiography (1940)
- Far Horizon: a Biography of Hester Dowden, Medium and Psychic Investigator (1951)

## Sources
- Claude Mesplède, Dictionnaire des littératures policières, vol. 1 : A - I, Nantes, Joseph K, coll. « Temps noir », 2007, 1054 p. (ISBN 978-2-910686-44-4, OCLC 315873251), p. 208.
- LeRoy Lad Panek et Stéphane Bourgoin (trad. Gérard Coisne), British mystery : histoire du roman policier classique anglais [« Watteau's sheperds »], Amiens, Encrage, 1990 (ISBN 978-2-906389-18-2, OCLC 34519906), p. 35-42.
- (en) John M. Reilly (Ed.), Twentieth-century crime and mystery writers, New York, St. Martin's Press, coll. « Twentieth-century writers of the English language », 1982 (réimpr. 1991), 2e éd., 1568 p. (ISBN 978-0-312-82417-4, OCLC 6688156), p. 65-66.